# Canterbury Hill
Canterbury Hill är en kulle i Antarktis. Den ligger i Östantarktis. Australien gör anspråk på området. Toppen på Canterbury Hill är 124 meter över havet.
Terrängen runt Canterbury Hill är platt åt nordväst, men åt sydost är den kuperad. Havet är nära Canterbury Hill norrut. Trakten är glest befolkad. Närmaste befolkade plats är Zhongshan Station, 3,7 kilometer nordost om Canterbury Hill. 